# Tatjana Sterneberg
Tatjana Sterneberg (* 14. März 1952 in Berlin-Lichtenberg) ist eine ehemalige Insassin des Frauengefängnisses Hoheneck in der DDR und DDR-Zwangsarbeiterin. Sie war seit 2003 Mitglied im Frauenkreis der ehemaligen Hoheneckerinnen und dort zeitweise stv. Vorsitzende. Sterneberg arbeitet seit vielen Jahren in der Aufarbeitung der SED-Diktatur.

## Leben
Sterneberg absolvierte 1968–1970 in Ost-Berlin eine Ausbildung zur Restaurantfachfrau; danach arbeitete sie im Hotel „Stadt Berlin“, dem heutigen „Park Inn“. Aufgrund einer Liebesbeziehung mit dem in West-Berlin ansässigen Italiener Antonio Borzachiello stellte sie einen Ausreiseantrag; dieser wurde abgelehnt. Sterneberg entschloss sich daraufhin zur illegalen Ausreise. Ihre Fluchtpläne wurden durch einen Kollegen in ihrem Arbeitsumfeld, der als Informant für das Ministerium für Staatssicherheit tätig war, verraten. Dieser Informant war als Lockvogel tätig und wollte Sterneberg angeblich Kontakte zu Fluchthelfern vermitteln. Am 7. November 1973 wurde Sterneberg durch die DDR-Staatssicherheit in ihrer Wohnung in Berlin-Lichtenberg, ihr Freund Antonio am Checkpoint Charlie verhaftet. Fast ein Jahr verbrachte sie in Stasiuntersuchungshaft im Stasi-Gefängnis in der Kissingenstraße in Berlin-Pankow. Am 13. Mai 1974 wurde sie wegen „staatsfeindlicher Verbindungsaufnahme und Vorbereitung zum ungesetzlichen Grenzübertritt“ zu drei Jahren und acht Monaten Haft verurteilt, ihr Freund zu fünf Jahren; bis 1976 war sie im Frauengefängnis Hoheneck in Stollberg/Erzgeb. inhaftiert. Während ihrer Haftzeit musste sie Zwangsarbeit in der DDR verrichten. Sie war dort als Häftling Nummer 6317 im „Arbeitskommando“ im Einsatz. Für Sterneberg wurde „Arbeitseinsatz bis an die Belastungsgrenze“ angeordnet. Sie arbeitete für den VEB Planet. Für diesen Betrieb nähte sie unter anderem Bettwäsche und Kopfkissenbezüge (eingenähte Kennziffer 18), die in Katalogen der Versandhäuser Quelle und Neckermann im Westen angeboten wurden. Im Oktober 1976 wurde Sterneberg für 40.000 DM freigekauft. 1977 heiratete Sterneberg in Neapel ihren italienischen Freund Antonio; dieser starb 2006 an den Spätfolgen seiner Inhaftierung. Aus der Ehe ging ein Sohn hervor.
Sternebergs heutiger Ehemann ist der Politikaktivist und ehemalige DDR-Widerständler Carl-Wolfgang Holzapfel. Das Ehepaar lebt in Berlin.

## Aufarbeitung der DDR-Diktatur
Sterneberg arbeitet und engagiert sich seit den 2000er Jahren intensiv in der Aufarbeitung der DDR-Diktatur. 2004 eröffnete sie in Berlin eine Beratungsstelle für SED/DDR-Opfer beim Sozialverband Deutschland (SoVD), LV Berlin. Von 2006 bis 2008 leitete sie ehrenamtlich die Beratungsstelle für SED-Opfer im Sozialverband Deutschland, LV Berlin. 2009 trat sie nach Protest gegen die Beschäftigung eines ehemaligen Stasi-Offiziers in der Beratungsstelle aus dem SoVD aus. Von 2006 bis 2008 war Sterneberg stellvertretende Vorsitzende des Frauenkreises der ehemaligen Hoheneckerinnen. Sie war zusammen mit ihrem späteren Ehemann für die Initiierung und Organisation des Besuchs des damaligen Bundespräsidenten Christian Wulff 2011 in Hoheneck verantwortlich; dadurch wurde das Schicksal der politischen Gefangenen im Frauengefängnis Hoheneck erstmals wieder stärker in die Wahrnehmung der Öffentlichkeit gebracht. Sterneberg und Holzapfel hatten Wulff im Oktober 2010 im Reichstag in Berlin angesprochen und zum 20-jährigen Bestehen des Frauenkreises der ehemaligen Hoheneckerinnen im Mai 2011 in das ehemalige Frauengefängnis Hoheneck eingeladen.
Im September 2011 gründete Sterneberg den „Förderverein Begegnungs- und Gedenkstätte Hoheneck e. V.“ Sie ist Mitglied in der Vereinigung 17. Juni 1953 e. V., im Vorstand der Vereinigung 17. Juni 1953 e. V. wirkte sie von 2008 bis 2023 als Schatzmeisterin.
Sterneberg absolvierte zahlreiche Auftritte, Interviews (Presse, Radio, Fernsehen) und Vorträge in Schulen und Gedenkstätten (beispielsweise Lindenstraße Potsdam). 2008 plante, organisierte und führte sie mit Holzapfel eine dreiwöchige Veranstaltung in Bernau unter dem Motto „Der Bernauer - Zeithistorische Konflikte vor der Haustür“. Sie war an der Aufdeckung der IM-Tätigkeit des medizinischen Leiters im DDR-Gefängnis Hoheneck, Peter Janata, beteiligt. Zudem begleitete sie Magister- und Abiturarbeiten von Studenten und Schülern.

## Rezeption
Aspekte der Lebensgeschichte von Sterneberg wurden in dem ARD-Fernsehfilm Es ist nicht vorbei (Drehbuch: Kristin Derfler) verfilmt. Der Film erzählt die Geschichte einer ehemaligen Insassin des Frauengefängnisses Hoheneck, die in der DDR wegen eines Fluchtversuches in Hoheneck eingesperrt wurde.
Die weibliche Hauptrolle spielte Anja Kling; ihre Partner waren Tobias Oertel (als ihr Ehemann) und Ulrich Noethen (als Gefängnisarzt, der für die Stasi tätig ist). Insbesondere wurden die Verabreichung von gesundheitsschädigenden Psychopharmaka wie Prothazin, Faustan, Rudotel und Radepur, medizinische Testversuche und die Zusammenarbeit von Ärzten mit dem Ministerium für Staatssicherheit der DDR thematisiert.
Sterneberg gilt als Vorbild für die Filmfigur Carola Weber. Die Gauck-Behörde präsentierte auf ihrem Internet-Auftritt anlässlich des Films exemplarisch das Schicksal von Tatjana Sterneberg im Themenkreis Ärzte und Stasi. Sterneberg erlitt im wahren Leben das Schicksal der Filmfigur Carola Weber. Sie wurde im Frauengefängnis Hoheneck misshandelt. Sterneberg erklärte in einem Interview mit der Bild-Zeitung: „Vieles, was der Frau im Film widerfährt, habe ich erlitten. Mir wurden gegen meinen Willen und ohne mein Wissen Psychopharmaka verabreicht. Ich leide bis heute an den Folgen der Haft. Und der Arzt, der mir das im Auftrag der Stasi angetan hat, betreibt heute als angesehener Mann eine Praxis als Allgemeinmediziner.“ In einem Interview mit dem Berliner Kurier äußerte sich Sterneberg so: „Er [der Film] spiegelt das wieder [sic], was wir Frauen in Hoheneck durchmachten“.
Sterneberg war als Zeitzeugin, Beraterin und Statistin an dem Fernsehfilm beteiligt; sie führte Gespräche über ihr Schicksal u. a. mit der Schauspielerin Anja Kling, dem Schauspieler Ulrich Noethen und der Regisseurin Franziska Meletzky. Auf Sternebergs Empfehlung verlegte Maletzky die ursprünglich anderswo geplanten Aufnahmen in das ehemalige Frauenzuchthaus Hoheneck.